# 申成澈
申成澈（（1952年7月19日—））是一名韓國物理學家、第十六任韓國科學技術院校長。專長研究自旋電子學、納米磁學。

## 生平
出生於大田廣域市，先後畢業於京畿高等學校、首爾大學應用物理系、韓國科學技術院凝聚體物理學碩士，隨後於韓國標準科學硏究院從事研究，1984年再於西北大學取得材料物理學博士學位。其後曾加入柯達的實驗室團隊，1989年應韓國政府呼籲歸國貢獻國家科技發展，之後長期任職於KAIST，並且曾參與將大邱慶北科學技術院改組為綜合型大學的工作。
他也是美國物理學會會員。